# Eulophonotus obesus
Eulophonotus obesus is een vlinder uit de familie houtboorders (Cossidae). De wetenschappelijke naam van deze soort werd voor het eerst geldig gepubliceerd in 1900 door Karsch.
De soort komt voor in tropisch Afrika.